# Aeschynanthus wallichii
Aeschynanthus wallichii là một loài thực vật có hoa trong họ Tai voi. Loài này được Benn. mô tả khoa học đầu tiên năm 1840.